# 金城龍彦
金城 龍彦（きんじょう たつひこ、1976年7月27日 - ）は、大阪府大阪市東成区出身の元プロ野球選手（外野手・内野手、右投両打）、プロ野球コーチ。現在は読売ジャイアンツの三軍野手総合コーチを務める。
実父の金城晃世も元プロ野球選手。
2000年に首位打者を獲得し、NPBにおけるスイッチヒッターのシーズン歴代最高打率を記録している。

## 経歴

### プロ入り前
元在日韓国人3世で、近鉄バファローズの投手だった金城晃世の三男として出生。旧名は金 龍彦（朝鮮語: 김용언）。横浜選手時代の2000年に結婚したことを機に日本に帰化し、日本国籍を取得している。父とはキャッチボールはしたものの野球を教えてもらったことはなかったが、自然とかつての父と同じプロ野球選手を目指すようになる。
近畿大学附属高等学校時代は投手で、同期の藤井彰人とバッテリーを組んでいた。2年生だった1993年には、大阪大会決勝で松井稼頭央・福留孝介を擁するPL学園に勝利し、夏の甲子園に出場（背番号15）。2回戦で金子誠を擁する常総学院に敗退。なお、投手でありながら1番打者を任されていた。
高校3年生だった1994年には韓国の鳳凰大旗全国高等学校野球大会に新井貴浩らとともに在日韓国人チームの一員として出場するが、その際には現地の韓国人に受け入れてもらえず厳しいバッシングを受け、とても悔しい思いをしたという。
高校卒業後の1995年、社会人野球の住友金属に入団し、1998年までプレーした。速球と大きく曲がるカーブを武器に活躍。2年目の1996年には都市対抗野球に松下電器の補強選手として登板、また1996年の日本選手権優勝に導き、1997年には3試合に完投して準優勝すると敢闘賞、優秀選手にも選ばれる。
1998年度のプロ野球ドラフト会議で、横浜ベイスターズからの5位指名を受けて入団。投手としてではなく、打者としてテストを受けた上での指名であった。背番号は37。

### 横浜・DeNA時代

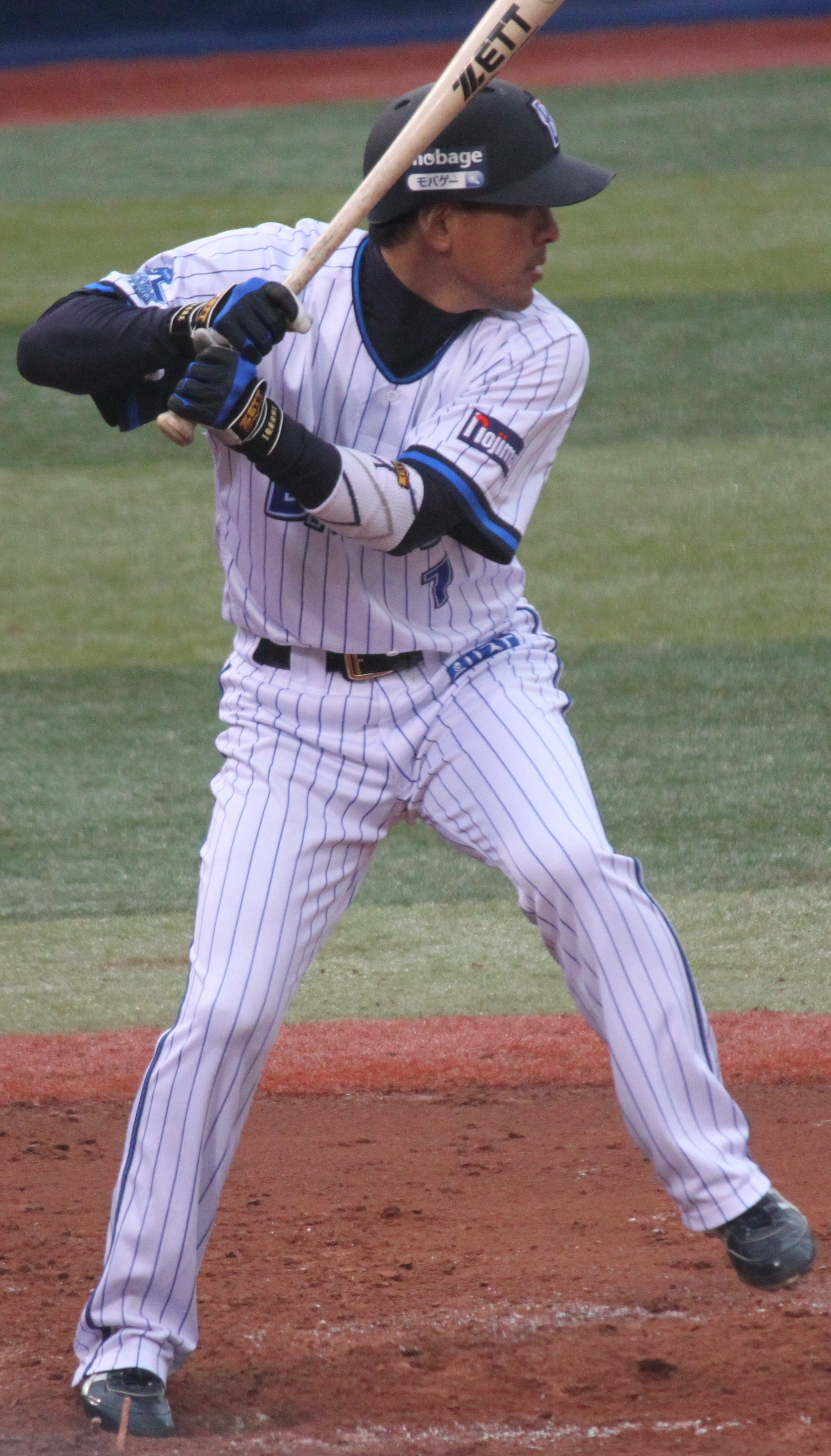
2012年3月18日、横浜スタジアム

1999年、入団を機に打者へ転向し、スイッチヒッターに挑戦。本来は右打者だが、社会人での4年間に1度もバットを握っていなかったため、ブランクを埋めようと必死に打撃練習に取り組んだ。10月3日の対中日ドラゴンズ戦でプロ初出場。
2000年、対読売ジャイアンツ戦で代打で出場し槙原寛己からプロ入り初本塁打を記録。その後正三塁手の進藤達哉や二番打者の波留敏夫の故障もあり「2番・三塁手」でレギュラーに定着。驚異的なペースでヒットを積み重ね、打率が一時4割を超え話題となった。7月は2度のサヨナラ打を含む月間打率.398を記録し、初の月間MVPに選ばれた。8月18日の対阪神タイガース戦で打率.384で規定打席に到達した。そのまま閉幕まで打率トップを維持し、首位打者のタイトルを獲得し新人王に選出された。同時受賞はプロ野球史上初であり、横浜の選手が新人王となるのは斉藤明雄以来23年ぶりであった。オフにはテレビCMにも出演するなど飛躍の1年となったが、当時、球団が金城の人気を盛り立てようとファンから募集して決まった「ハマの龍神」というニックネームは、あまり定着しなかった。代わりに野性的なプレースタイルから野生児という愛称で親しまれることのほうが多かった。
2001年からは背番号を2に変更。三塁手としては失策が目立ったことや、俊足・強肩を生かすため、新監督の森祇晶の意向でこの年から外野手へ本格転向。他球団のマークが厳しくなったこと、サインプレーを好む森監督の采配によって2番打者としての要求が増え、自由な打撃が出来なくなったことなどから打率を大きく下げたが、球団記録となる43犠打を記録するなど繋ぎ役として活躍。オフに、背番号を1に変更した。
2002年、キャンプイン前の減量が仇になり、さらに大きく打率をさげて1割台に終わった。
2003年、山下大輔監督により1番打者に起用されると、打撃も復調を見せ打率3割を記録し、16本塁打を記録するなど長打力も身につけた。オールスターゲームにも初出場を果たす。同年、1試合左右両打席本塁打を2回記録した。1年での記録はセ・リーグ史上初であった。外野転向後は主に中堅を守っていた。
2004年、多村仁が中堅に入り、金城は右翼をメインとして守るようになった。同時に、打順も6番になったが、2年連続となる打率3割を記録した。7月25日の対巨人戦（横浜スタジアム）では9-9の同点の延長11回一死二塁の打席で久保裕也からサヨナラ2点本塁打を放った。
2005年、この年も打率.324と好調な成績を残し、7月14日の対広島東洋カープ戦（横浜スタジアム）では5-5の同点の延長11回に高橋建からサヨナラ本塁打を放つ。同月に開催されたオールスターゲームの第1戦では逆転打を含む猛打賞の活躍でMVPに選ばれた。3番打者としてロバート・ローズの球団記録にあと1本と迫る191安打を記録し、打点も自己最多を記録。さらに守備も評価され、ゴールデングラブ賞を初受賞。
2006年、開幕前の3月に開催された第1回ワールド・ベースボール・クラシック(WBC)の日本代表に選出された。シーズンでは前年に続き「3番・右翼手」に入るが、調子が上がらず、後半になると7番打者に回り、最終的な打率も.268に終わる。しかし故障者が相次ぐ中全144試合出場を果たした。
2007年、多村が福岡ソフトバンクホークスへ移籍したこともあり、再び中堅手に戻る。前半戦は打撃不調に陥るが、後半戦で打率を2割8分台まで持ち直した。2度目のゴールデングラブ賞を受賞した。
2008年、4月に猛打賞を3度記録するなどしたが、夏場には調子を落とし、スタメン落ちもしばしば経験した。最終的には打率.247で、本塁打も9本の成績に終わる。FA権を取得したが、FA権は行使せず残留することを表明し、横浜と2年の複数年契約を結んだ。
2009年以降は先発出場が激減し、守備固めや代打として出場することが目立つようになった。
2010年オフにFA権を行使したが、他球団からオファーはなく、年俸5000万円の1年契約で横浜に残留した。
2011年、体重を首位打者を獲った当時に戻した。開幕スタメンこそならなかったが、前半戦はレギュラーに定着。夏場はスタメン落ちが増えるも安定した成績を残していたが、9月26日の対広島東洋カープ戦で走塁中に左足を痛め、左大腿二頭筋肉離れで全治4～6週間と診断され戦線を離脱する。そのまま復帰できずにシーズンを終え、108試合の出場に留まった。
2012年、開幕スタメンに名を連ね、4月1日の開幕第3戦となる対阪神戦（京セラドーム大阪）で横浜DeNAベイスターズとしてのチーム第1号本塁打を打つ。9月14日の対東京ヤクルトスワローズ戦（明治神宮野球場）にて村中恭兵からこの日2安打目となるヒットをセンター前へ打ち、通算1500安打を達成。スタメンの機会は多かったが、代打での打率が3割越えを記録するなど、代打で結果を残すことが多かった。一方得点圏打率が.132に終わるなど、チャンスには極端に弱かった。結局、オフには40％ダウンの3000万円プラス出来高で契約更改を行った。
2013年、5月25日の対千葉ロッテマリーンズ戦で通算100号本塁打を達成。118試合に出場し、打率.291、本塁打6、打点36を記録した。
2014年、5月26日の対オリックス・バファローズ戦（横浜スタジアム）の延長10回二死一・二塁の場面で代打で出場し、平野佳寿からサヨナラ打となる中前適時打を打つ。通算8本目のサヨナラ安打は球団タイ記録となった。しかし、一軍では2002年以来の本塁打0に終わった。シーズン終了後には、現役からの引退とコーチへの就任を打診した球団に対して、海外FA権の行使を宣言。球団が宣言選手の残留を認めない方針を立てているため、事実上退団が決まった。なお、監督の中畑清は金城を翌年の戦力とも考えていたようで、引退勧告は中畑への事前の相談をせずにフロントが行ったものであったと伝えられている。

### 巨人時代

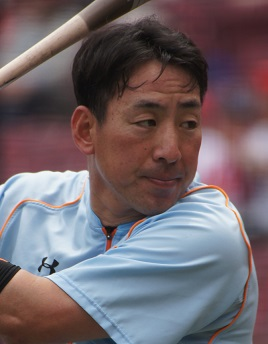
巨人時代

海外FA権の行使を宣言した金城に対して、巨人だけが交渉に応じたため、2014年11月15日の初交渉で同球団への入団に合意。12月8日の入団記者会見には、自身と同じくFA権の行使によってヤクルトから移籍した横浜時代のチームメイトの相川亮二も顔を揃えた。背番号は33。
2015年、春先から野手の故障者や不振が相次いだことを受けて、開幕から1番打者としてスタメンに起用された。古巣・DeNAと横浜スタジアムで対戦した4月15日には、ギジェルモ・モスコーソから移籍第1号となる3点決勝本塁打を打ってチームの勝利に貢献。試合後には、移籍後初めて、同スタジアムでヒーローインタビューを受けた。しかし、試合を重ねるにつれて、打率が徐々に下降。左前腕外頭部の損傷で登録を抹消された6月以降は、一軍公式戦での出場機会がなかった。二軍のイースタン・リーグ優勝で臨んだソフトバンクとのファーム日本選手権（10月3日・サンマリンスタジアム宮崎）では、「7番・左翼手」としてスタメンに起用されると、3安打を打って優秀選手賞を受賞。その一方で、一軍公式戦への出場は36試合にとどまった。オフの10月18日に球団へ任意引退を申し入れた。球団はこの申し入れを受諾した上で、金城の現役引退を発表した。11月5日に日本野球機構（NPB）から任意引退選手として公示された。11月23日に行われたファンフェスタで引退セレモニーが開かれ、「1年間という短い時間ではありましたが、素晴らしい選手たち、ファンの皆さまと戦えたこと、本当に幸せでした。今までご指導下さいましたすべての皆さま、横浜時代から応援いただいたすべての皆さま、本当にありがとうございました。」と挨拶した。

### 引退後
2016年、読売ジャイアンツの三軍打撃コーチに就任。背番号は「103」。
2017年、二軍外野守備走塁コーチに配置転換。背番号は「71」に変更。また、11月25日から台湾で開催される2017アジアウインターベースボールリーグにおいて、NPBイースタン選抜の外野守備走塁コーチを務めた。
2019年、ファーム打撃コーチに配置転換。水野雄仁が一軍投手コーチに就任した関係で背番号は「74」に変更。1月18日にファーム打撃兼外野守備コーチに配置転換。
2020年、三軍野手総合コーチに配置転換。背番号は「103」に変更。
2022年10月13日、2023年シーズンから三軍外野守備兼走塁コーチへの配置転換が発表された。
2025年からは再び三軍野手総合コーチを務める。

## 選手としての特徴

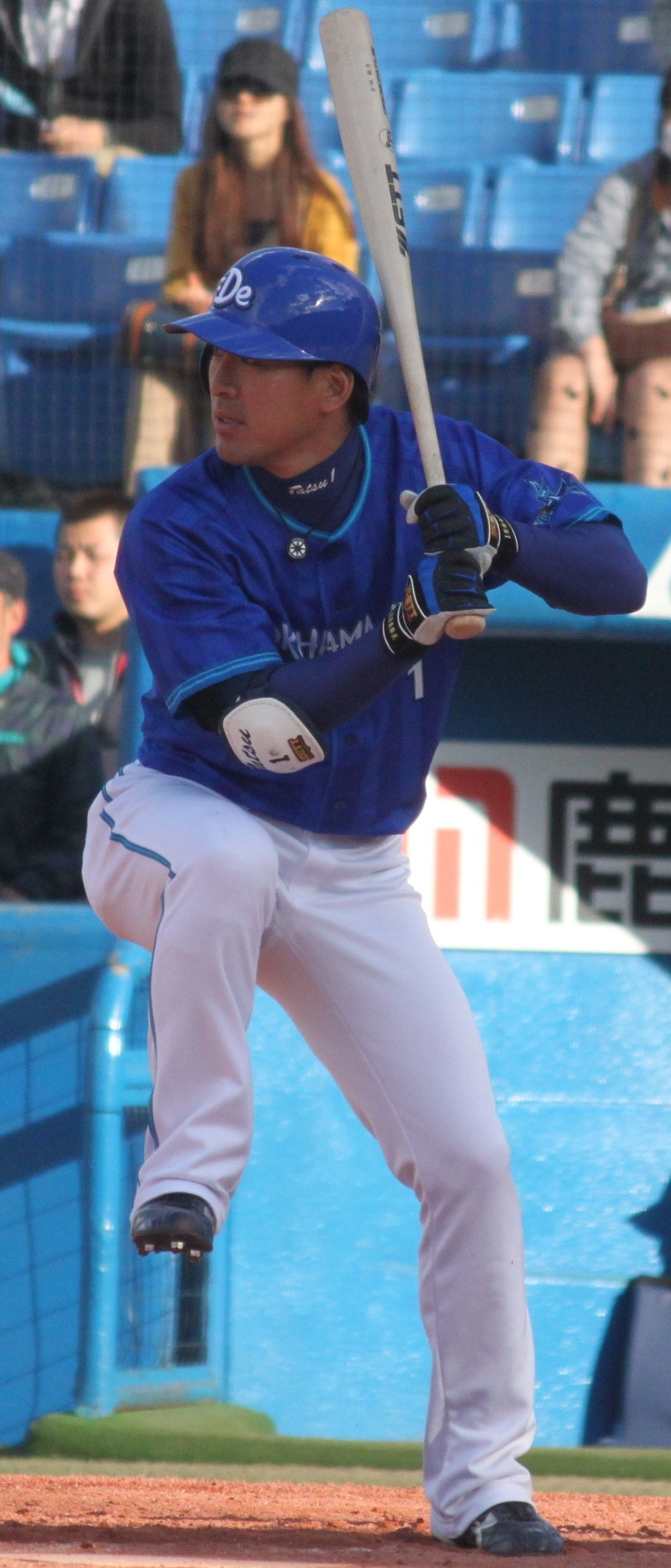
左打席の金城（2013年）

もともと投手で右打ちだったが、150km/hのストレートを投げる肩の強さ、身体能力の高さに横浜のスカウトが目をつけ、プロ入りを機に野手に転向。俊足を活かすためにスイッチヒッターとなった。
右打席のときはバットを振り切り、左打席ではフォロースルー直後に一塁へ駆け出す。上体を突っ込み気味にしながら打つというプロ野球選手でも珍しいバッティングフォームだが、ボールとの距離感を掴むためにはこのフォームが一番打ちやすいという。ストライクゾーンから離れたワンバウンドしそうな低めの球も体勢を崩しながらヒットにさせるバランス感覚を持ち合わせる。
横浜時代の通算8本のサヨナラ安打は球団最多タイ記録である。
外野守備では肩の強さを発揮させ、守備範囲も広く外野手のアウト寄与率を示すレンジファクターも2度1位を記録している。横浜時代、同じく守備に定評のあった中堅手の多村仁志との右中間コンビは鉄壁を誇り、幾度もチームを救った。
打撃、守備ともに俊足を生かしたプレーをしていたが、盗塁は通算の成功数が40にして盗塁死数が49と顕著に苦手としていた。
阿部慎之助は現役時代にキャッチャーとして出場していた際に、「狙い球が全く読めなかった打者」として金城の名を挙げている。阿部曰く「『球種にヤマを張っている様子もなく、来たボールを素直に打ち返すだけ』という、あの動物的な感覚というのは、他の打者にはなかったので、打ち取るのは相当厄介」だったという。

## 人物
チームメイトからは『金ちゃん』や『タツ』と呼ばれ、ベイスターズ時代に公募でつけられた愛称は『ハマの龍神』(定着しなかった)だったが、攻守ともに動物のように球に食らいつくプレースタイルから『野生児』とも呼ばれていた。
親しみやすい人柄で人望が厚く、横浜時代の金城と同僚だった選手は「（金城さんは）元気がない選手がいると声を掛けたり、いいプレーをするとほめてくれる。自分の調子が悪くても暗くならずにチームのことを第一に考えて振る舞っていた。金城さんほどの人格者はいないと思います」と語っている。自身の父がとても優しく謙虚な人柄で子どもの頃からずっと父を目標にしてきたという。
「人々に夢や希望を与えるのがプロ野球選手の仕事。困っている人がいれば助けたい」と、2008年から横浜市の社会福祉協議会に障害者施設、高齢者施設で利用される車椅子を寄贈してきた。
家族は妻と3人の子どもがおり、長男と次男はともに東海大学付属相模高等学校の硬式野球部でプレーし、甲子園出場も果たしている。

## 詳細情報

### 年度別打撃成績
| 年 度      | 球 団      | 試 合 | 打 席 | 打 数 | 得 点 | 安 打 | 二 塁 打 | 三 塁 打 | 本 塁 打 | 塁 打 | 打 点 | 盗 塁 | 盗 塁 死 | 犠 打 | 犠 飛 | 四 球 | 敬 遠 | 死 球 | 三 振 | 併 殺 打 | 打 率 | 出 塁 率 | 長 打 率 | O P S |
| ---------- | ---------- | ----- | ----- | ----- | ----- | ----- | -------- | -------- | -------- | ----- | ----- | ----- | -------- | ----- | ----- | ----- | ----- | ----- | ----- | -------- | ----- | -------- | -------- | ----- |
| 1999       | 横浜 DeNA  | 6     | 11    | 11    | 1     | 2     | 0        | 0        | 0        | 2     | 1     | 0     | 0        | 0     | 0     | 0     | 0     | 0     | 0     | 2        | .182  | .182     | .182     | .364  |
| 2000       | 横浜 DeNA  | 110   | 475   | 419   | 60    | 145   | 18       | 3        | 3        | 178   | 36    | 8     | 7        | 17    | 0     | 37    | 0     | 2     | 58    | 6        | .346  | .402     | .425     | .827  |
| 2001       | 横浜 DeNA  | 138   | 579   | 480   | 68    | 130   | 19       | 2        | 3        | 162   | 49    | 10    | 10       | 43    | 0     | 56    | 0     | 0     | 57    | 6        | .271  | .347     | .338     | .685  |
| 2002       | 横浜 DeNA  | 111   | 258   | 224   | 13    | 38    | 8        | 1        | 0        | 48    | 13    | 5     | 0        | 14    | 3     | 14    | 2     | 3     | 35    | 2        | .170  | .225     | .214     | .440  |
| 2003       | 横浜 DeNA  | 136   | 592   | 549   | 78    | 166   | 26       | 1        | 16       | 242   | 40    | 4     | 13       | 2     | 4     | 33    | 3     | 4     | 60    | 7        | .302  | .344     | .441     | .785  |
| 2004       | 横浜 DeNA  | 133   | 527   | 486   | 53    | 147   | 15       | 2        | 13       | 205   | 52    | 0     | 5        | 6     | 0     | 29    | 3     | 6     | 74    | 12       | .302  | .349     | .422     | .771  |
| 2005       | 横浜 DeNA  | 144   | 642   | 590   | 70    | 191   | 30       | 1        | 12       | 259   | 87    | 1     | 2        | 5     | 8     | 32    | 1     | 7     | 63    | 6        | .324  | .361     | .439     | .800  |
| 2006       | 横浜 DeNA  | 144   | 618   | 552   | 60    | 148   | 22       | 2        | 11       | 207   | 59    | 2     | 1        | 8     | 3     | 48    | 7     | 7     | 57    | 14       | .268  | .333     | .375     | .708  |
| 2007       | 横浜 DeNA  | 139   | 580   | 511   | 66    | 145   | 27       | 2        | 14       | 218   | 66    | 2     | 2        | 12    | 4     | 49    | 1     | 4     | 64    | 11       | .284  | .349     | .427     | .775  |
| 2008       | 横浜 DeNA  | 136   | 532   | 489   | 44    | 121   | 16       | 1        | 9        | 166   | 41    | 0     | 4        | 6     | 2     | 32    | 1     | 3     | 64    | 11       | .247  | .297     | .339     | .636  |
| 2009       | 横浜 DeNA  | 118   | 341   | 312   | 37    | 88    | 21       | 2        | 9        | 140   | 34    | 1     | 3        | 5     | 1     | 18    | 6     | 5     | 44    | 6        | .282  | .330     | .449     | .779  |
| 2010       | 横浜 DeNA  | 96    | 149   | 130   | 9     | 27    | 7        | 0        | 1        | 37    | 10    | 0     | 0        | 4     | 0     | 15    | 1     | 0     | 17    | 3        | .208  | .290     | .285     | .575  |
| 2011       | 横浜 DeNA  | 108   | 354   | 324   | 24    | 88    | 13       | 1        | 3        | 112   | 29    | 1     | 0        | 6     | 5     | 16    | 0     | 3     | 35    | 8        | .272  | .307     | .346     | .653  |
| 2012       | 横浜 DeNA  | 129   | 331   | 294   | 29    | 70    | 11       | 0        | 3        | 90    | 18    | 2     | 1        | 3     | 2     | 26    | 0     | 6     | 37    | 1        | .238  | .311     | .306     | .617  |
| 2013       | 横浜 DeNA  | 118   | 334   | 306   | 33    | 89    | 12       | 1        | 6        | 121   | 36    | 3     | 0        | 2     | 1     | 17    | 2     | 8     | 40    | 8        | .291  | .343     | .395     | .739  |
| 2014       | 横浜 DeNA  | 90    | 175   | 160   | 9     | 32    | 6        | 0        | 0        | 38    | 11    | 0     | 1        | 1     | 0     | 13    | 2     | 1     | 21    | 3        | .200  | .264     | .238     | .502  |
| 2015       | 巨人       | 36    | 95    | 90    | 9     | 21    | 3        | 0        | 1        | 27    | 10    | 1     | 0        | 1     | 0     | 3     | 0     | 1     | 11    | 0        | .233  | .266     | .300     | .566  |
| 通算：17年 | 通算：17年 | 1892  | 6593  | 5927  | 663   | 1648  | 254      | 19       | 104      | 2252  | 592   | 40    | 49       | 135   | 33    | 438   | 29    | 60    | 737   | 106      | .278  | .332     | .380     | .714  |

- 各年度の太字はリーグ最高
- 横浜（横浜ベイスターズ）は、2012年にDeNA（横浜DeNAベイスターズ）に球団名を変更

### WBCでの打撃成績
| 年 度 | 代 表 | 試 合 | 打 席 | 打 数 | 得 点 | 安 打 | 二 塁 打 | 三 塁 打 | 本 塁 打 | 塁 打 | 打 点 | 盗 塁 | 盗 塁 死 | 犠 打 | 犠 飛 | 四 球 | 敬 遠 | 死 球 | 三 振 | 併 殺 打 | 打 率 | 出 塁 率 | 長 打 率 |
| ----- | ----- | ----- | ----- | ----- | ----- | ----- | -------- | -------- | -------- | ----- | ----- | ----- | -------- | ----- | ----- | ----- | ----- | ----- | ----- | -------- | ----- | -------- | -------- |
| 2006  | 日本  | 5     | 6     | 5     | 1     | 1     | 0        | 0        | 0        | 1     | 0     | 0     | 0        | 0     | 1     | 0     | 0     | 0     | 0     | 0        | .200  | .333     | .200     |

### 年度別守備成績
| 年 度 | 球 団     | 二塁  | 二塁  | 二塁  | 二塁  | 二塁  | 二塁     | 三塁  | 三塁  | 三塁  | 三塁  | 三塁  | 三塁     | 遊撃  | 遊撃  | 遊撃  | 遊撃  | 遊撃  | 遊撃     | 外野  | 外野  | 外野  | 外野  | 外野  | 外野     |
| 年 度 | 球 団     | 試 合 | 刺 殺 | 補 殺 | 失 策 | 併 殺 | 守 備 率 | 試 合 | 刺 殺 | 補 殺 | 失 策 | 併 殺 | 守 備 率 | 試 合 | 刺 殺 | 補 殺 | 失 策 | 併 殺 | 守 備 率 | 試 合 | 刺 殺 | 補 殺 | 失 策 | 併 殺 | 守 備 率 |
| ----- | --------- | ----- | ----- | ----- | ----- | ----- | -------- | ----- | ----- | ----- | ----- | ----- | -------- | ----- | ----- | ----- | ----- | ----- | -------- | ----- | ----- | ----- | ----- | ----- | -------- |
| 1999  | 横浜 DeNA | -     | -     | -     | -     | -     | -        | 3     | 1     | 6     | 1     | 0     | .875     | 3     | 0     | 0     | 0     | 0     | ----     | -     | -     | -     | -     | -     | -        |
| 2000  | 横浜 DeNA | 1     | 2     | 1     | 0     | 1     | 1.000    | 83    | 69    | 130   | 12    | 9     | .943     | -     | -     | -     | -     | -     | -        | 25    | 39    | 2     | 0     | 0     | 1.000    |
| 2001  | 横浜 DeNA | -     | -     | -     | -     | -     | -        | -     | -     | -     | -     | -     | -        | -     | -     | -     | -     | -     | -        | 137   | 281   | 14    | 5     | 1     | .983     |
| 2002  | 横浜 DeNA | -     | -     | -     | -     | -     | -        | -     | -     | -     | -     | -     | -        | -     | -     | -     | -     | -     | -        | 102   | 136   | 7     | 3     | 1     | .979     |
| 2003  | 横浜 DeNA | -     | -     | -     | -     | -     | -        | -     | -     | -     | -     | -     | -        | -     | -     | -     | -     | -     | -        | 136   | 268   | 15    | 5     | 1     | .983     |
| 2004  | 横浜 DeNA | -     | -     | -     | -     | -     | -        | 1     | 0     | 0     | 1     | 0     | .000     | -     | -     | -     | -     | -     | -        | 133   | 216   | 7     | 4     | 1     | .982     |
| 2005  | 横浜 DeNA | -     | -     | -     | -     | -     | -        | -     | -     | -     | -     | -     | -        | -     | -     | -     | -     | -     | -        | 144   | 290   | 11    | 1     | 4     | .997     |
| 2006  | 横浜 DeNA | -     | -     | -     | -     | -     | -        | -     | -     | -     | -     | -     | -        | -     | -     | -     | -     | -     | -        | 144   | 274   | 8     | 4     | 2     | .986     |
| 2007  | 横浜 DeNA | -     | -     | -     | -     | -     | -        | -     | -     | -     | -     | -     | -        | -     | -     | -     | -     | -     | -        | 137   | 257   | 10    | 4     | 2     | .985     |
| 2008  | 横浜 DeNA | -     | -     | -     | -     | -     | -        | -     | -     | -     | -     | -     | -        | -     | -     | -     | -     | -     | -        | 132   | 223   | 2     | 2     | 0     | .991     |
| 2009  | 横浜 DeNA | -     | -     | -     | -     | -     | -        | -     | -     | -     | -     | -     | -        | -     | -     | -     | -     | -     | -        | 97    | 146   | 3     | 0     | 1     | 1.000    |
| 2010  | 横浜 DeNA | -     | -     | -     | -     | -     | -        | -     | -     | -     | -     | -     | -        | -     | -     | -     | -     | -     | -        | 47    | 66    | 2     | 1     | 0     | .986     |
| 2011  | 横浜 DeNA | -     | -     | -     | -     | -     | -        | -     | -     | -     | -     | -     | -        | -     | -     | -     | -     | -     | -        | 94    | 166   | 5     | 0     | 1     | 1.000    |
| 2012  | 横浜 DeNA | -     | -     | -     | -     | -     | -        | -     | -     | -     | -     | -     | -        | -     | -     | -     | -     | -     | -        | 95    | 122   | 3     | 0     | 0     | 1.000    |
| 2013  | 横浜 DeNA | -     | -     | -     | -     | -     | -        | -     | -     | -     | -     | -     | -        | -     | -     | -     | -     | -     | -        | 87    | 122   | 0     | 1     | 0     | .992     |
| 2014  | 横浜 DeNA | -     | -     | -     | -     | -     | -        | -     | -     | -     | -     | -     | -        | -     | -     | -     | -     | -     | -        | 61    | 59    | 0     | 0     | 0     | 1.000    |
| 2015  | 巨人      | -     | -     | -     | -     | -     | -        | -     | -     | -     | -     | -     | -        | -     | -     | -     | -     | -     | -        | 20    | 25    | 0     | 0     | 0     | 1.000    |
| 通算  | 通算      | 1     | 2     | 1     | 0     | 1     | 1.000    | 87    | 70    | 136   | 14    | 9     | .936     | 3     | 0     | 0     | 0     | 0     | ----     | 1591  | 2690  | 89    | 31    | 14    | .989     |

- 太字年はゴールデングラブ賞受賞

### タイトル
- 首位打者：1回（2000年）

### 表彰
- 新人王（2000年） ※首位打者との同時受賞は他に青木宣親のみ
- ゴールデングラブ賞：2回（外野手部門：2005年、2007年）
- 月間MVP：1回（打者部門：2000年7月）
- JA全農Go・Go賞：2回（強肩賞：2001年9月、2007年9月）
- オールスターゲームMVP：1回（2005年第1戦）
- 出身地別東西対抗戦優秀選手：1回（2000年）

### 記録
初記録
- 初出場：1999年10月3日、対中日ドラゴンズ27回戦（横浜スタジアム）、8回裏に河原隆一の代打で出場
- 初打席：同上、8回裏に中山裕章から二塁ゴロ併殺打
- 初先発出場：1999年10月11日、対ヤクルトスワローズ24回戦（横浜スタジアム）、「8番・三塁手」で先発出場
- 初安打・初打点：1999年10月15日、対ヤクルトスワローズ27回戦（横浜スタジアム）、6回裏に高木晃次から右前適時打
- 初本塁打：2000年4月16日、対読売ジャイアンツ1回戦（東京ドーム）、9回表に森中聖雄の代打で出場、槙原寛己から右越ソロ
- 初盗塁：2000年7月8日、対広島東洋カープ14回戦（広島市民球場）、6回表に二盗（投手：山﨑健、捕手：瀬戸輝信）

節目の記録
- 1000安打：2007年6月3日、対オリックス・バファローズ2回戦（スカイマークスタジアム）、2回表にユウキから右前安打 ※史上246人目
- 1000試合出場：2007年7月28日、対阪神タイガース12回戦（阪神甲子園球場）、「3番・中堅手」で先発出場 ※史上420人目
- 1500試合出場：2011年8月25日、対広島東洋カープ17回戦（MAZDA Zoom-Zoom スタジアム広島）、「6番・中堅手」で先発出場 ※史上172人目
- 1500安打：2012年9月14日、対東京ヤクルトスワローズ20回戦（明治神宮野球場）、7回表に村中恭兵から中前安打 ※史上112人目
- 100本塁打：2013年5月25日、対千葉ロッテマリーンズ1回戦（横浜スタジアム）、5回裏に成瀬善久から左越ソロ ※史上268人目（スイッチヒッターでは7人目）

その他の記録
- シーズン打率：.34606（2000年） ※スイッチヒッターとしては歴代最高
- シーズン犠打：43（2001年） ※球団記録
- シーズン安打：191（2005年） ※スイッチヒッターとしては西岡剛、松井稼頭央に次いで歴代3位
- サヨナラ安打：8 ※球団タイ記録
- 先頭打者本塁打：計7本
- 1試合左右両打席本塁打 ※史上16人目（同記録3度以上は史上6人目・セ・リーグ初）

|   | 日付          | 対戦球団   | 球場           | 回    | 打席 | 相手投手               | 回    | 打席 | 相手投手             |
| - | ------------- | ---------- | -------------- | ----- | ---- | ---------------------- | ----- | ---- | -------------------- |
| 1 | 2003年8月13日 | 阪神22回戦 | 札幌ドーム     | 4回裏 | 左   | 藪恵壹                 | 9回裏 | 右   | ジェフ・ウィリアムス |
| 2 | 2003年8月16日 | 広島17回戦 | 広島市民球場   | 3回表 | 左   | 佐々岡真司             | 4回表 | 右   | 西川慎一             |
| 3 | 2006年8月19日 | 広島15回戦 | 横浜スタジアム | 4回裏 | 左   | フアン・フェリシアーノ | 7回裏 | 右   | 高橋建               |

- リーグ外野手レンジファクター（RF/G）1位：2回（2001年：2.15、2003年：2.08）[40]
- オールスターゲーム出場：3回（2003年、2005年、2006年）

### 背番号
- 37（1999年 - 2000年）
- 2（2001年）
- 1（2002年 - 2014年）
- 33（2015年）
  - 9（2006年WBC）
- 103（2016年、2020年 - ）
- 71（2017年 - 2018年）
- 74（2019年）

### 代表歴
- 2006 ワールド・ベースボール・クラシック日本代表

## 関連情報

### CM
- 東京電話「球場にて」篇（2000年）- 松坂慶子と共演

### テレビ番組
- スポーツマンNo.1決定戦（第9回、2003年） - 総合9位